# Larocheopsis amplexa
Larocheopsis amplexa är en snäckart som beskrevs av B.A. Marshall 1993. Larocheopsis amplexa ingår i släktet Larocheopsis och familjen Scissurellidae. Inga underarter finns listade i Catalogue of Life.